# Esporte Clube Corintians
O Esporte Clube Corintians é um clube brasileiro de futebol amador da cidade de Presidente Venceslau, interior do estado de São Paulo. Fundado em 26 de novembro de 1946, suas cores, escudo e uniforme foram inspirados no homônimo da capital paulista. Teve 9 participações em estaduais e foi campeão da Quarta Divisão (atual Série A4) do Campeonato Paulista de Futebol de 1990.
Fundado para homenagear o "timão", o Corintians de Presidente Venceslau tem até o estádio com o mesmo nome: Parque São Jorge. Diferentemente do rival de mesmo nome, o Corinthians da cidade de Presidente Prudente, que está extinto, o alvinegro venceslauense trabalha atualmente com categorias de base e o futebol veterano. A primeira participação em uma competição profissional da FPF foi em 1965, quando disputou a quarta divisão. Foram outras quatro participações nessa divisão: em 1966, 1988, 1989 e 1990.
Em 1986, 1987, 1991 e 1992, o Corintians esteve na terceira divisão, totalizando nove aparições no cenário profissional do estado de São Paulo. O único título conquistado foi sobre a Sociedade Esportiva Palmeirinha, de Porto Ferreira.

## Participações em estaduais
- Terceira Divisão (atual A3) = 04 (quatro)

- 1986 - 1987 - 1991 - 1992
- Quarta Divisão (atual A4) = 05 (cinco)

- 1965 - 1966 - 1988 - 1989 - 1990

## Títulos

### Estaduais
- Campeonato Paulista - Série A4 = 1990[1]